# Phước Hội
Phước Hội is een xã in het district Đất Đỏ, een van de districten in de Vietnamese provincie Bà Rịa-Vũng Tàu.